# Bryan Ruiz
Bryan Jafet Ruiz González (Alajuelita, San José, 18 de agosto de 1985) es un exfutbolista costarricense que jugaba como mediocentro ofensivo. Es considerado como uno de los mejores jugadores de Costa Rica.
Es conocido por su habilidad técnica, creatividad, velocidad y es descrito como un «centrocampista en extinción capaz de jugar por la banda cuando se lo exige». También ha sido puntualizado como un futbolista que «sabe ralentizar el juego o enviar un balón medido al área desde 40 metros en el instante preciso» y se ha ganado la aclamación por su estilo de juego hasta ser considerado ídolo en su país y lo que representó para la selección.
Comenzó su carrera futbolística jugando profesionalmente en la L. D. Alajuelense, club en el que ganó un título nacional y dos cetros continentales. En 2006, se mudó a Bélgica para unirse al K. A. A. Gante de la máxima categoría. Pasó tres temporadas, se convirtió en parte integral tras ser considerado mejor jugador del equipo en dos temporadas consecutivas. En julio de 2009, Ruiz inició su etapa de mayor consagración en el F. C. Twente, donde fue el goleador del club y mejor futbolista de la liga en su primera temporada. Ganó una Eredivisie, una Supercopa y una Copa de Países Bajos. En agosto de 2011, último día de transferencias de la Premier League de Inglaterra, Bryan fue traspasado al Fulham F. C.. Su estadía en el club se dividió en dos etapas, en la que pasó media temporada de 2014 con el PSV Eindhoven de Países Bajos. Regresó al conjunto inglés que había descendido y jugó su última temporada en la E. F. L. Championship. A inicios de julio de 2015, Ruiz terminó su vínculo con el Fulham en medio de muchas especulaciones sobre su destino, para luego unirse al Sporting C. P. de Portugal. Obtuvo dos títulos a nivel nacional que fueron la Supercopa y la Copa de la Liga, es el jugador costarricense con más anotaciones en Copas de Europa con 8. En 2018 pasó al Santos F. C. teniendo participación únicamente en su primera temporada. Regresó a L. D. Alajuelense para asumir como capitán del equipo, guiando a su conjunto a conseguir el Apertura 2020 y la Liga Concacaf.
Representó a su selección nacional desde junio de 2005, de la que fue capitán. Jugó en seis ediciones de la Copa de Oro de la Concacaf y una vez la fase final de la Liga de Naciones 2019-20, se proclamó campeón de la Copa Centroamericana 2014, fue parte de la nómina que enfrentó la Copa América Centenario y disputó los mundiales de Brasil 2014, Rusia 2018 y Catar 2022. A nivel inferior participó en la fase previa al Preolímpico de Concacaf de 2008.

## Trayectoria como jugador

### Comienzos
Bryan Ruiz creció en el Barrio Guaria de San Felipe de Alajuelita, en la provincia de San José. De niño dio sus primeros pasos en el fútbol mediante el equipo fundado por su abuelo, Rubén González, llamado «Los Nietos del Abuelo», junto a su hermano Yendrick en 1992. Debutó con un gol sobre «Abejitas Mayas» en el estadio de Alajuelita. Aunque no era un club profesional, sirvió para mantenerlos lejos de las drogas y de situaciones negativas. En este conjunto, Bryan sobresalía entre sus compañeros por la destreza de quitarse a los rivales, teniendo facilidades al manejar el balón. Posteriormente, el equipo obtuvo su ascenso de categoría y cambió de nombre a «Asociación Deportiva San Felipe». Debido a la afinidad de su abuelo con el Deportivo Saprissa, decidió llevarlo a realizar una prueba en este club, pero no le vieron condiciones. Cuando entró al colegio, Bryan fue por su cuenta a demostrarse en el Proyecto San José y finalmente recaló en Alajuelense.

### L. D. Alajuelense
Su debut en un partido oficial con Alajuelense se produjo el 8 de octubre de 2003, por la ida de la ronda preliminar a la Copa Interclubes de UNCAF, contra el Boca Juniors de Belice. Ruiz sustituyó a Alejandro Alpízar al minuto 65' y el marcador terminó en victoria por 0-5. Convirtió sus primeros dos goles vistiendo la camiseta rojinegra, el 22 de octubre por la vuelta de esta serie a los minutos 25' y 53' para el triunfo abultado de 10-0. En campeonato nacional, el jugador tuvo su inicio el 30 de noviembre, a la edad de dieciocho años y tres meses, en el partido que enfrentó a Pérez Zeledón en el Estadio Nacional, donde fue relevo de Erick Scott en los últimos ocho minutos. El 23 de diciembre concretó su primer doblete en la máxima categoría, en la victoria por 3-0 de local sobre Ramonense. Cinco días después, fue autor en uno de los goles ante el Cartaginés en el Estadio "Fello" Meza, cotejo que finalizó 2-4 a favor de los liguistas. El 2 de enero de 2004, Bryan colocó su primera asistencia en la anotación para Alejandro Alpízar en la última fecha del Torneo de Apertura.
Tras la salida del delantero Erick Scott al fútbol estadounidense a finales de marzo de 2004, Ruiz fue quien recibió la confianza del entrenador Javier Delgado para asumir un rol en la ofensiva del equipo junto a Froylán Ledezma. El 14 de abril marcó el único gol de la victoria 1-0 contra el Monterrey de México, por la ida de las semifinales de la Copa de Campeones de la Concacaf. Para la vuelta una semana después, salió expulsado al minuto 55' y el duelo culminó empatado a un tanto en tiempo suplementario, dándole la clasificación a los manudos a la última instancia del torneo. El 12 de mayo se proclamó campeón del certamen continental luego de vencer al Deportivo Saprissa en la final.
En la temporada 2004-05 ganó con el equipo su primer título de liga, después de derrotar a Pérez Zeledón con un global de 4-1 en la final nacional. Bryan incrementó sus estadísticas al alcanzar treinta apariciones, con doce goles concretados y la misma cantidad en asistencias. En abril de 2005 viajó a Países Bajos para realizar una prueba con el Feyenoord de Róterdam.
Para la temporada 2005-06, quedó subcampeón de los torneos de Apertura y Clausura donde su club fue superado por el Deportivo Saprissa, pero pudo alzarse con el título de la Copa Interclubes de UNCAF 2005 al ganar la final en penales sobre el Olimpia de Honduras. Jugó su último partido con Alajuelense el 22 de abril de 2006. Terminó su ciclo en este equipo con 97 apariciones, marcando 28 goles y aportando 14 asistencias en todas las competencias.

### K. A. A. Gent
El 28 de junio de 2006, Ruiz firmó un contrato por cuatro temporadas en el Gent de Bélgica. El acuerdo con Bryan se dio apenas dos días después de que el jugador viajara al país europeo a negociar su incorporación con el equipo. Su club de procedencia, Alajuelense —al que aún le restaba un año de contrato— conservaría un porcentaje de los derechos federativos en caso de que el Gent decidiera traspasar a Ruiz a otro club. Esta fue la tercera vez que Bryan intentaba vincularse con un club de Europa, tras el interés y las opciones fallidas que habían mostrado los clubes neerlandeses del PSV y el Feyenoord.
En su llegada al equipo belga se encontró al también costarricense Randall Azofeifa quien recién se incorporaba. Ruiz logró su debut en competición oficial el 22 de julio de 2006, en el partido de vuelta por la tercera ronda de la Copa Intertoto de la UEFA, en el que precisamente relevó a Azofeifa al minuto 72' y el juego quedó empatado 1-1, perdiendo la serie en el resultado global. Se estrenó en liga el 5 de agosto jugando los últimos once minutos de la derrota 1-3 contra el Excelsior Mouscron. Bryan convirtió su primer gol el 16 de diciembre, al minuto 75' sobre el Westerlo para sentenciar el triunfo por 2-0. Concluyó su primera temporada con diecinueve apariciones y tres goles en todas las competencias.
Debutó en la temporada 2007-08 con la victoria 1-4 de visita frente al Excelsior Mouscron, donde participó cuatro minutos tras reemplazar a Christophe Grégoire. Para este periodo, Ruiz aumentaría su cantidad de presencias y anotaciones en la liga, participando en 31 ocasiones y dando el aporte de once goles, entre ellos un triplete el 8 de diciembre ante el Lokeren. El 18 de mayo de 2008 llegó a la final de la copa belga, en la cual completó la totalidad de los minutos y vio a su club caer por 2-3 contra el Anderlecht. Ruiz en esta competencia alcanzó tres goles y la misma cantidad en asistencias. Además fue escogido por los aficionados como el mejor jugador del equipo a lo largo de la temporada.
De la misma manera que en la temporada anterior, en la liga 2008-09 Ruiz fue importante para su equipo tras colaborar con doce goles y trece asistencias en 32 participaciones. Por segundo año consecutivo, recibió la distinción de mejor jugador de la temporada del Gent, asimismo confirmó que dejaría el club para buscar nuevos rumbos. Disputó su último partido el 16 de mayo de 2009, con derrota 0-1 ante el Standard Lieja donde falló un penal al minuto 91'. Bryan fue designado como el segundo mejor jugador de la liga, por detrás del marroquí Mbark Boussoufa quien obtuvo mayor puntaje en la votación.

### F. C. Twente

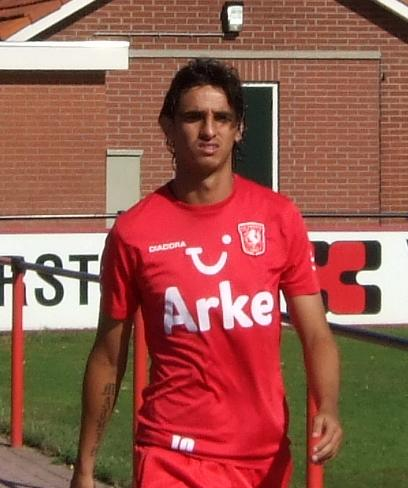
Ruiz como jugador del Twente en 2010.

Después de su salida del Gent, varios clubes se mostraron interesados en adquirir los servicios del jugador, entre ellos el Twente y Heerenveen de Países Bajos, así como del Hoffenheim de Alemania y el Zenit de San Petersburgo de Rusia, este último ofreciendo ocho millones de euros. También se dieron los intereses formales de los equipos belgas del Standard Lieja y Anderlecht, pero Ruiz los descartó debido a que quería cambiar de liga. Finalmente, el 15 de julio de 2009, se hizo oficial el fichaje de Ruiz en el Twente por un periodo de cuatro temporadas. El club pagó un aproximado a los cinco millones de euros por su traspaso, más un porcentaje para el equipo belga en caso de una reventa. Su cuota por la transferencia significó ser la más alta para un futbolista costarricense, superando la de Froylán Ledezma en 1997 con el Ajax, y las de Paulo Wanchope con el West Ham United en 1999 y Manchester City en 2000. Fue presentado ante los medios ese mismo día, con la dorsal «22» junto al técnico inglés Steve McClaren y el jugador sudafricano Bernard Parker.
Jugó su primer partido en competencia oficial el 29 de julio de 2009, por la ida de la tercera ronda clasificatoria a la Liga de Campeones de la UEFA contra el Sporting de Lisboa de Portugal, donde participó 61 minutos y fue relevado por Nikita Rukavytsya. Debutó con gol en la Eredivisie el 1 de agosto de visita sobre el Sparta de Róterdam, para poner el resultado definitivo de 0-2 a favor del Twente. El 4 de agosto su equipo queda fuera de la siguiente ronda del torneo continental tras empatar un gol en el último minuto, por lo que tuvo que conformarse con ir a la ronda previa de la Liga Europa. Ruiz en la serie frente al Qarabağ de Azerbaiyán, concretó su primer doblete que permitió la victoria de 3-1 en el duelo de ida. La vuelta finalizó empatada 0-0 y su equipo logró entrar a la fase de grupos del certamen europeo. Desde su gol conseguido el 26 de septiembre ante el VVV-Venlo, Bryan alcanzó una racha de diez partidos consecutivos anotando. Su último gol fue el 12 de diciembre sobre el NAC Breda y la seguidilla acabó el 17 de enero de 2010 tras el empate sin anotaciones contra el Utrecht. Con esto no pudo igualar la marca que había impuesto Pierre van Hooijdonk en la temporada 1993-94 de doce compromisos con gol. El 25 de febrero el Twente queda eliminado de la Liga Europa por el Werder Bremen en los dieciseisavos de final. El 2 de mayo se proclamó campeón de liga que significó el primero para el Twente en su historia. Bryan finalizó en el segundo lugar de máximos goleadores por detrás del uruguayo Luis Suárez, alcanzando veinticuatro goles en 34 apariciones. Adicionalmente, logró tres goles en la copa y dos en competencia internacional. Fue elegido por la revista Voetbal International en el once ideal de la temporada, donde compartió la delantera con Suárez y también recibió el galardón de mejor jugador de la Eredivisie.
Para la temporada 2010-11, Ruiz cambió el dorsal de su camiseta para usar el «10». Empezó la competencia el 31 de julio de 2010, en la disputa de la Supercopa de Países Bajos contra el Ajax en el Ámsterdam Arena. Jugó 87 minutos, salió de cambio por Alexander Bannink y el marcador finalizó 0-1 con victoria, por lo que se proclamó campeón. Se estrenó en la Eredivisie el 6 de agosto jugando la totalidad de los minutos en el empate a cero frente al Roda. Anotó su primer gol el 11 de septiembre en la victoria 1-2 de visita sobre el VVV-Venlo. El 14 de septiembre tuvo su debut en la fase de grupos de la Liga de Campeones de la UEFA, donde enfrentó al Inter de Milán en la primera fecha como local. El futbolista participó en la estelaridad de su equipo en el empate 2-2. El Twente finalizó tercero del torneo europeo, por lo que disputó la ronda eliminatoria de la Liga Europa. Bryan alcanzó jugar los cuartos de final contra el Villarreal, perdiendo ambos juegos y dando una asistencia en la vuelta. El 8 de mayo de 2011 se hizo con el título de copa tras vencer al Ajax en la final por 3-2 en tiempo suplementario. El 15 de mayo su equipo dejó ir la opción del bicampeonato en la última jornada de liga, en la que perdió por 3-1 frente al Ajax y por lo tanto la diferencia entre los clubes quedó a dos puntos. Ruiz jugó cuarenta partidos y anotó diez goles en todas las competencias.
El 30 de julio de 2011, gana su segunda Supercopa de Países Bajos tras vencer al Ajax con marcador de 2-1. Ruiz ingresó de cambio al comienzo del segundo tiempo por Ola John y puso el gol de la victoria al minuto 68'. El 3 de agosto disputó la vuelta de la tercera ronda previa a la Liga de Campeones de la UEFA contra el Vaslui, en la que participó 74 minutos en la igualdad sin goles, dándole la clasificación de su club a la siguiente ronda mediante el global de 2-0. El 16 de agosto marcó el gol del empate 2-2 sobre el Benfica de Portugal por la ida de la instancia europea. El 24 de agosto, su club quedó fuera de la fase de grupos luego de perder la vuelta de la serie por 3-1, siendo Bryan el autor del tanto del descuento. En la Eredivisie, Ruiz disputó cuatro partidos y marcó dos goles. Su último compromiso se dio el 27 de agosto anotándole al VVV-Venlo en la victoria por 4-1.

### Fulham F. C.
El 31 de agosto de 2011, en el último día de transferencias del mercado europeo y faltando cincuenta minutos para el cierre, Ruiz es traspasado al Fulham de Inglaterra por un monto de 10.6 millones de libras esterlinas, a petición del entrenador Martin Jol. Firmó el contrato por hasta el verano de 2015 y durante el proceso de fichaje también recibió una oferta del Newcastle United. Asimismo acabó con los rumores que le situaban en los clubes españoles del Sevilla y Villarreal, Tottenham y Liverpool de Inglaterra, y Benfica de Portugal. De esta manera, Ruiz se convirtió en el cuarto costarricense en firmar para un equipo inglés, luego de Mauricio Solís, Paulo Wanchope y Joel Campbell.

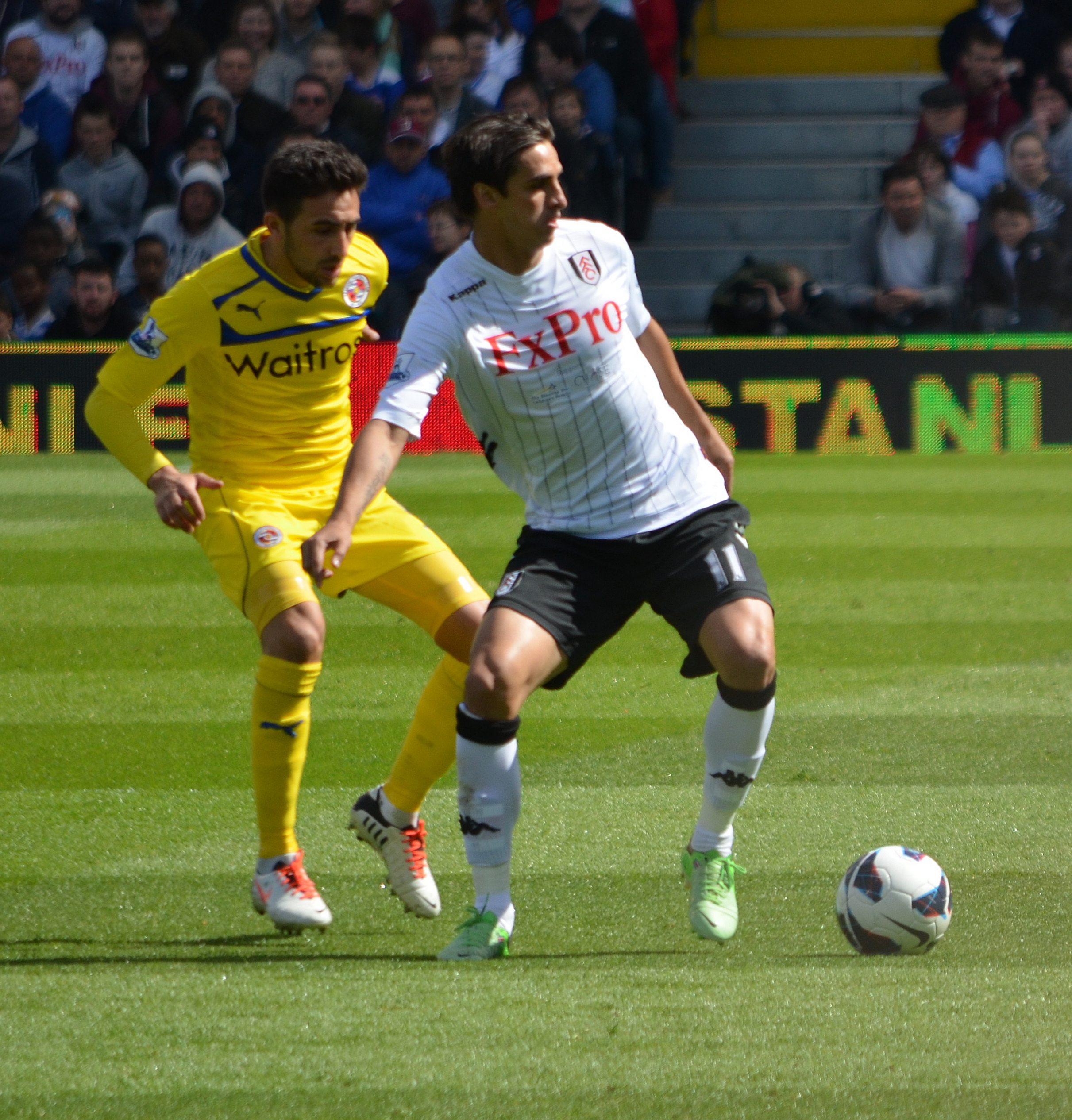
Bryan disputando un balón en 2013 durante su primera etapa en Fulham.

Su debut en la Premier League se produjo el 11 de septiembre de 2011, en el Craven Cottage contra el Blackburn Rovers. Ruiz fue titular con la dorsal «11», salió de cambio en el entretiempo por Mousa Dembélé y el marcador finalizó en empate a un gol. El 23 de octubre convirtió su primer gol sobre el Everton de «vaselina», para la igualdad transitoria de 1-1. Su conjunto perdió el compromiso por 1-3. El 7 de abril de 2012, en el partido frente al Bolton Wanderers, Ruiz salió de cambio al minuto 73' debido a una lesión en su pie izquierdo. Al día siguiente se le diagnosticó una fractura del quinto metatarsiano por lo que se perdió el resto de la temporada. Entre copa y liga alcanzó treinta apariciones, marcó dos goles y aportó siete asistencias.
Regresó a la competencia después de su lesión el 18 de agosto de 2012 —mismo día de su cumpleaños y por el inicio de la Premier League— en la victoria por 5-0 sobre el Norwich City, donde Bryan fue titular por 81 minutos y puso una asistencia a Mladen Petrić para el tercer tanto. El 28 de agosto sufrió una lesión en la parte posterior de su muslo izquierdo en el calentamiento previo al juego contra el Sheffield Wednesday por la copa, por lo que estuvo inactivo por tres semanas. Volvió el 22 de septiembre con un pase a gol en la victoria 1-2 de visita ante el Wigan Athletic. El 27 de octubre marcó su primer gol de la temporada —que no lo lograba desde hacía 314 días— en la igualdad de 3-3 contra el Reading, partido en el que además dio una asistencia. El 18 de noviembre recayó de su lesión durante el juego frente al Sunderland, siendo sustituido al minuto 60' por el croata Mladen Petrić. En el análisis médico, se le determinó un desgarro grado uno en el músculo isquiotibial de la pierna izquierda, estando fuera de tres semanas a un mes. Ruiz había vuelto a entrenar el 3 de diciembre, pero volvió a resentirse. Su equipo lo envió con un especialista en Alemania para determinar la razón de sus lesiones, la cual indicó que tiene la pierna izquierda más corta que la derecha por 1.2 centímetros, lo que hace que el peso no esté balanceado. Retornó el 26 de diciembre y disputó el segundo tiempo del empate 1-1 en casa contra el Southampton. Al finalizar la liga, obtuvo veintinueve presencias, convirtió cinco goles y dio nueve asistencias.
Jugó la primera mitad de la temporada 2013-14 de la Premier League con doce partidos disputados, un gol y tres asistencias. Ruiz perdió la titularidad tras la llegada del técnico René Meulensteen a inicios de diciembre de 2013. Su falta de ritmo le hizo considerar ofertas para volver a clubes de Bélgica y Países Bajos.

### PSV Eindhoven
El Fulham accedió dejar ir a Bryan en condición de préstamo, donde el club interesado debía pagar un millón de euros para hacerse con sus servicios. Aunque tenía negociaciones avanzadas para incorporase al Real Betis de España, el 15 de enero de 2014 se confirmó su cesión al PSV Eindhoven de Países Bajos hasta el final de temporada.
Ruiz recibió la confianza del entrenador Phillip Cocu en la titularidad del equipo, y debutó en la Eredivisie el 19 de enero en la derrota 1-0 frente al Ajax. El 14 de febrero marcó su primer gol que significó la victoria por 2-1 sobre el Heracles Almelo. Alcanzó catorce presencias, concretó cinco anotaciones y colaboró con tres asistencias.

### Fulham F. C.

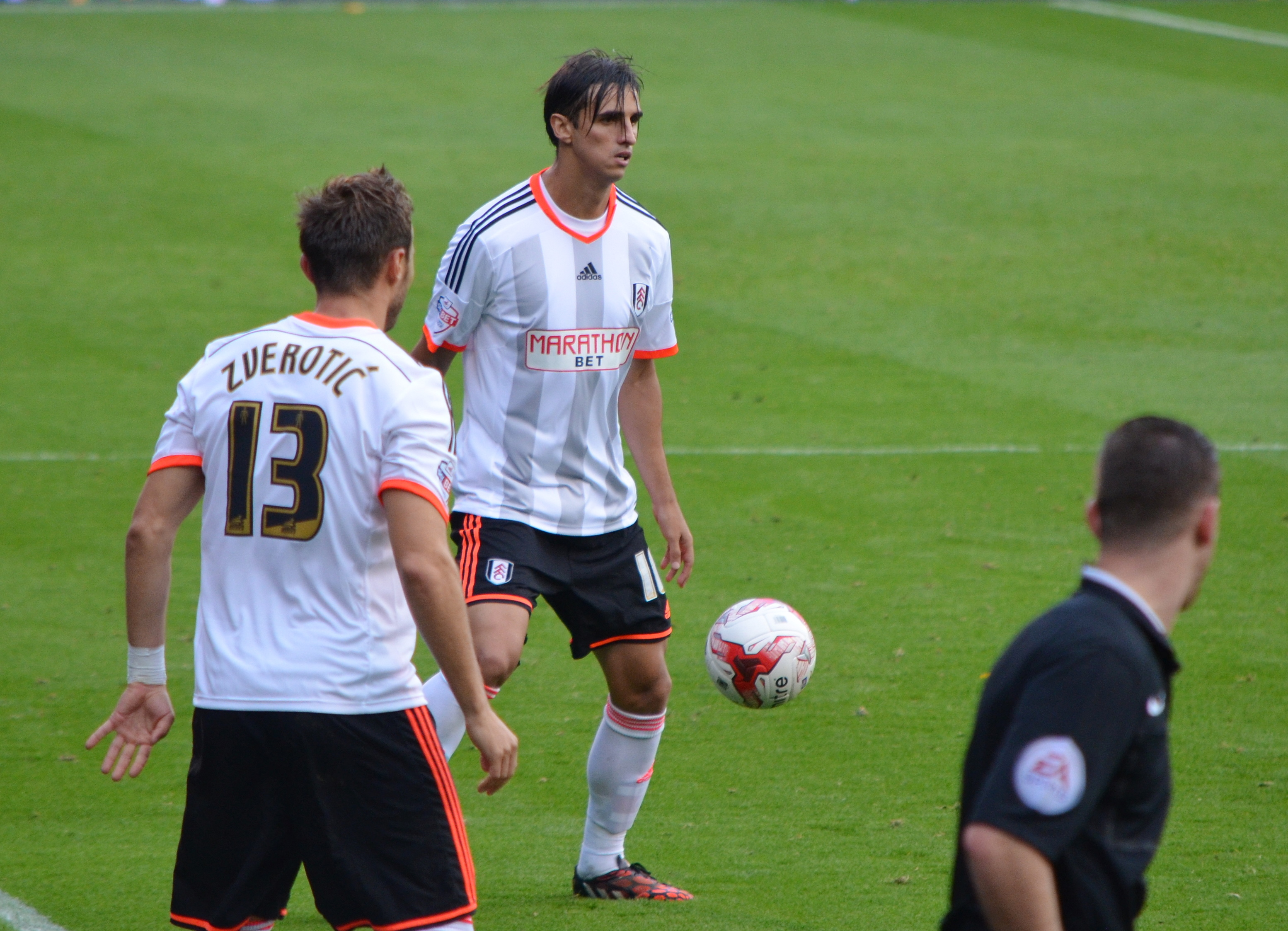
Bryan en octubre de 2014.

Bryan regresó al Fulham que recién descendió a la segunda categoría inglesa. Previo al inicio de la temporada, los medios indicaban que el jugador tenía conversaciones con el Palermo, pero no pasó a más. También hubo interés de otros clubes como el Beşiktaş de Turquía, Ajax de Países Bajos y el Werder Bremen de Alemania. Su traspaso no fructificó debido a que el Fulham pedía una cuota de transferencia de cinco millones de libras, monto que estos clubes no podían igualar. Finalmente, se quedó en el cuadro inglés tras el cierre del mercado de pases.
Debutó en la Football League Championship el 20 de septiembre de 2014, por la octava fecha frente al Blackburn Rovers. Ruiz fue titular del técnico Kit Symons, salió de cambio al minuto 73' por George Williams y el marcador fue de derrota por 0-1. Marcó sus primeros dos goles el 1 de noviembre, en el empate a dos tantos contra el Wigan Athletic. El 17 de enero de 2015, se dio el interés formal del Boca Juniors de Argentina en traer al jugador, situación que no logró concretarse durante ese mercado de pases. Al final de temporada alcanzó veintinueve apariciones, anotó cuatro goles y puso tres asistencias.

### Sporting de Lisboa
El 7 de julio de 2015, Bryan se convirtió en nuevo jugador del Sporting de Lisboa de Portugal, club que pagó dos millones de euros por su traspaso. Ruiz firmó por un periodo de tres temporadas y con una cláusula de salida de sesenta millones de euros.
Debutó el 9 de agosto de 2015, en la Supercopa de Portugal con la dorsal «20» frente al Benfica. Alineó como titular del estratega Jorge Jesús y disputó 86 minutos donde salió de cambio por Rúben Semedo. Su equipo logró la victoria por 0-1 y se proclamó campeón. Jugó su primer partido de la Primeira Liga el 14 de agosto en la victoria por 1-2 sobre el Tondela. Ruiz regresó a la competición internacional de la Liga de Campeones de la UEFA, en el duelo de ida por la ronda de calificación contra el CSKA Moscú de Rusia. Bryan aportó una asistencia para el triunfo de 2-1. Sin embargo, su club cayó por 3-1 en la vuelta y se tuvo que conformar con disputar la fase de grupos de la Liga Europa. Convirtió su primer gol en el conjunto portugués el 1 de octubre ante el Beşiktaş, en el torneo europeo. En liga se estrenó en las redes el 25 de octubre sobre el Benfica para el triunfo por 0-3. El 30 de enero de 2016, celebró el gol cien de su carrera por el continente europeo. El 25 de febrero su club fue eliminado en los dieciseisavos de la Liga Europa, tras caer frente al Bayer Leverkusen. Al finalizar la temporada obtuvo 46 apariciones, marcó trece tantos y aportó quince asistencias en todas las competiciones.
Empezó la Primeira Liga el 13 de agosto de 2016 con un gol para la victoria 2-0 sobre el Marítimo. El 14 de septiembre se estrenó en la fase de grupos de la Liga de Campeones de la UEFA contra el Real Madrid en el Estadio Santiago Bernabéu. Ruiz puso una asistencia a Bruno César en el gol de la ventaja transitoria de 0-1. Sin embargo, su club cayó en los minutos finales por 2-1. El 27 de septiembre concretó su primer tanto en el certamen europeo ante el Legia de Varsovia, en el triunfo de 2-0. Jugó todos los partidos de esta etapa, donde el Sporting obtuvo resultados adversos en su mayoría. Bryan terminó la temporada con 42 presencias, tres goles y ocho asistencias.
Por casi media temporada 2017-18, Ruiz se encontró separado de los entrenamientos del primer equipo debido a que no siguió indicaciones del técnico Jorge Jesús. Como consecuencia, tampoco se le permitió practicar con el club filial y debió mantenerse en forma con un preparador físico contratado por aparte. El 10 de octubre de 2017, trascendió como principal motivo el no uso de espinilleras al momento de salir al campo, el cual era obligatorio para el entrenador Jesús calificándolo como falta de respeto. El 13 de noviembre se confirmó que Bryan fue reincorporado al equipo. Debutó en la Primeira Liga el 26 de noviembre reemplazando a Rodrigo Battaglia al minuto 73' en la victoria 1-2 sobre Paços de Ferreira. El 7 de enero de 2018 convirtió un gol ante el Marítimo. El 27 de enero se proclamó campeón de la Copa de la Liga tras vencer en la final al Vitória Setúbal por la tanda de penales. El 20 de mayo perdió la final de la Copa de Portugal por 2-1 frente al Desportivo Aves. En todas las competencias alcanzó un total de 33 apariciones, dos goles y tres asistencias.

### Santos F. C.
El 11 de julio de 2018, Ruiz llegó como libre al Santos de Brasil por un periodo de dos años, percibiendo un salario de cuatrocientos mil reales mensuales equivalentes a ciento tres mil dólares. Su debut debió esperar un poco más debido a que aún no tenía los documentos en regla. El 8 de agosto entró a su primera convocatoria para el juego contra el Ceará, asimismo fue informado que no usaría la dorsal «10» con la que fue presentado, sino con la «22» ya que el presidente del club José Carlos Peres mencionó que el número era parte de un acto simbólico. En el partido disputado en el Estadio Presidente Vargas, Bryan ingresó de cambio al comienzo del segundo tiempo por Diego Pituca y el marcador acabó igualado a un tanto. Tuvo doce participaciones en la Serie A y colaboró con dos asistencias. Su último partido fue el 12 de noviembre en la derrota 0-1 ante el Chapecoense.
Después de la llegada del entrenador argentino Jorge Sampaoli, Ruiz quedó excluido de las convocatorias del equipo para la temporada 2019. Durante la primera práctica de Sampaoli, Bryan le comunicó que estaba teniendo problemas en su espalda que no soportaba debido a la carga física. Esto fue interpretado por la dirigencia y el departamento legal del club que el jugador no estaba comprometido y le buscaron una rescisión de su contrato donde se logró un acuerdo. Sin embargo, Ruiz decidió echar para atrás su decisión hasta que el equipo cambiara las condiciones del finiquito. Por su parte, el futbolista se mantuvo entrenando con la reserva del Santos percibiendo el salario millonario sin disputar ningún partido. Finalmente, el 13 de julio de 2020 logró la rescisión de su ligamen para convertirse en agente libre.

### L. D. Alajuelense
El 23 de julio de 2020, tras catorce años jugando en el exterior, Bryan fue presentado oficialmente como refuerzo de Alajuelense por dos años y medio. Se estrenó en la temporada a partir de la segunda fecha del Torneo de Apertura, en el partido que enfrentó como local a Guadalupe donde ingresó de cambio al minuto 54' por Dylan Flores. Convirtió su primer gol el 29 de agosto sobre el Herediano, para abrir la cuenta de anotaciones del triunfo 1-2 en el Estadio "Cuty" Monge. El 18 de septiembre hizo un tanto de cabeza en el duelo contra Grecia, ayudando a su equipo a revertir el marcador adverso que tenía para terminar ganando por 3-1. El 3 de octubre materializó una anotación de penal en la visita a Guadalupe (victoria 1-2). El 25 de octubre salió expulsado en el compromiso que enfrentó como local a Pérez Zeledón, al recibir tarjeta roja directa al minuto 83'. Después se determinó una sanción de dos partidos, así como una multa de cien mil colones por juego brusco grave. Regresó el 7 de noviembre con el triunfo por 4-1 ante el Cartaginés. El 10 de diciembre, por la semifinal de ida precisamente contra Cartaginés, Ruiz definió de cabeza el gol de la victoria a domicilio por 2-3, concretándolo al minuto 58'. Dos días después su equipo empató el duelo de vuelta por 1-1 para asegurarse un lugar a la instancia final. Para los dos últimos encuentros ante el Herediano, Bryan fue titular y completó la totalidad de los minutos, mientras su equipo ganó ambos compromisos con idénticos marcadores de 1-0 para proclamarse campeón del torneo.
El 3 de febrero de 2021, Ruiz conquistó su segundo título en el club tras vencer al Deportivo Saprissa por 3-2 en la final de Liga Concacaf.
En la temporada 2022-23, participó en el Torneo Apertura 2022, en el que el equipo rojinegro se clasificó a semifinales, quedando en la segunda posición con 31 puntos en el grupo A. El 8 de octubre de 2022 se enfrentó ante el Deportivo Saprissa en el Estadio Alejandro Morera Soto con el que tuvo 90 minutos del compromiso en el empate 0-0. En el segundo partido, fue dado el 14 de octubre de 2022, la última ocasión que pisaría en el Estadio Ricardo Saprissa Aymá en el partido contra el Deportivo Saprissa, donde tuvo participación por 70 minutos, siendo este su último partido en un campeonato nacional, y el último del Clásico del fútbol costarricense, el equipo rojinegro no clasificó a la final, siendo eliminados por el Deportivo Saprissa en el marcador global 2-0.
El equipo rojinegro, junto a Bryan Ruiz tuvieron participación en la última edición de la Liga Concacaf donde Bryan se enfrentó ante equipos de C. D. Águila, Alianza F. C., además del Real España, el equipo rojinegro logró clasificarse a la final, teniéndose que enfrentar ante el C. D. Olimpia. El 26 de octubre de 2022, contra el C. D. Olimpia, tuvo participación durante 16 minutos en la derrota 3-2. En el segundo partido fue en el Estadio Alejandro Morera Soto, en el que fue dado el 2 de noviembre de 2022, el último partido a nivel internacional, Ruiz ingresó al minuto 79 por Yael López, para después finalizar con empate 2-2, mientras en el marcador global, el C. D. Olimpia se quedaba con el cetro en la última edición con el marcador global 4-5, siendo este su último partido en un juego oficial de clubes de una competición.

### Partido de despedida de Bryan Ruiz
El 21 de septiembre de 2022, se oficializó un partido de despedida para Bryan Ruiz, siendo el club, como invitado especial, el F. C. Twente de Países Bajos.
El 17 de diciembre de 2022, se oficializó el partido de despedida, en el primer tiempo, Ruiz se vistió de la camiseta del F. C. Twente, abriendo el marcador 0-1, al minuto 15 asistió a Manfred Ugalde, aumentando el marcador 0-2, al minuto 37 fue realizada la anotación de Johan Venegas, para finalizar el primer tiempo 1-2. En la segunda parte, Bryan se vistió de los colores de la L. D. Alajuelense, además del ingreso de exfutbolistas invitados como: Wilmer López y Álvaro Saborío, además de su hijo Mathias Ruiz, al minuto 76, Mathias Ruiz empató el marcador 2-2, al minuto 83, el Estadio Alejandro Morera Soto se apagó las luces, debido al discurso de despedida de Bryan Ruiz, siendo su último partido como futbolista, finalizando el encuentro en el marcador 2-2.

## Trayectoria como entrenador

### L. D. Alajuelense
El 20 de junio de 2023, fue confirmado su regreso al fútbol, después de seis meses de su retiro, Bryan Ruiz fue nombrado como director técnico de la L. D Alajuelense en las categorías inferiores. El 12 de marzo de 2024, fue anunciado como segundo entrenador de la L. D. Alajuelense.
El 15 de febrero de 2025, Ruiz dirigió su primer partido oficial, debido a la suspensión de tarjetas amarillas del técnico Alexandre Guimarães contra la A. D. Guanacasteca, el encuentro finalizó con la victoria 1-0. El 23 de febrero, disputó el segundo encuentro, cumpliendo su rol, debido a las sanciones de Guimarães, enfrentándose contra el Santos de Guápiles, dejando el marcador en un empate 0-0, siendo estos sus primeros partidos dirigidos en la liga de Costa Rica.

## Selección nacional

### Categorías inferiores
El 11 de octubre de 2004, Bryan conformó la Selección Sub-20 dirigida por Carlos Watson, siendo convocado para jugar la eliminatoria centroamericana al premundial. El 16 de octubre convirtió un gol en la victoria 2-0 sobre Nicaragua. Dos días después fue el único autor del tanto que le dio el triunfo de 1-0 ante El Salvador. El 22 de octubre continuó su racha anotadora tras concretar uno al minuto 41' frente a Guatemala, juego que concluyó en goleada a favor de 5-1. Terminó esta etapa marcándole a Panamá en el empate 1-1, resultado que le permitió a su escuadra clasificarse a la competencia continental.
El 7 de enero de 2005, Ruiz quedó fuera de la lista final de Watson para disputar el Torneo Sub-20 de la Concacaf, debido a una lesión producto de un desgarro muscular grado dos en su pierna izquierda.
El 12 de noviembre de 2007, el entrenador de la Selección Sub-23 de Costa Rica Hernán Medford, dio la lista de los futbolistas convocados para la disputa de la fase eliminatoria al Preolímpico de la Concacaf que tendría lugar el año siguiente en la que Ruiz fue tomado en consideración. El volante marcó un triplete en el primer partido frente a Nicaragua (victoria 9-1), y vio a su equipo caer contra Guatemala (2-1). El cuadro costarricense obtuvo el segundo lugar de la tabla y por lo tanto en zona de repesca contra el segundo del grupo A. Bryan quedó fuera de la segunda nómina de Medford que se llevó a cabo el 23 de noviembre.

### Selección absoluta
Su debut con la Selección de Costa Rica se produjo el 19 de junio de 2005, en un amistoso celebrado en el Estadio Helong contra el combinado de China. Dirigido por el entrenador Alexandre Guimarães, Ruiz entró en la alineación titular y conformó la dupla de ataque con Rónald Gómez. El jugador dio una asistencia al minuto 57' en el gol de Mauricio Solís para el empate transitorio de 1-1, donde el partido concluyó igualado a dos tantos.
Bryan prefirió quedarse con su selección que hacer una prueba en los clubes del Feyenoord y Sporting de Lisboa, para disputar la Copa de Oro de la Concacaf 2005. Jugó su primer partido en torneo oficial el 7 de julio en el Qwest Field contra Canadá, donde alcanzó la totalidad de los minutos en la victoria por 0-1. Luego participó medio tiempo en el triunfo 3-1 sobre Cuba e ingresó de cambio en el último partido del grupo frente a Estados Unidos (0-0). El 16 de julio marcó su primer gol para el descuento de 3-2 en cuartos de final contra Honduras.
El 1 de mayo de 2006, Bryan recibió la convocatoria de Guimarães para enfrentar la Copa Mundial en Alemania, pero quedó en lista de reserva junto al defensa Carlos Johnson.
Ruiz tuvo su debut en eliminatoria mundialista de Concacaf el 14 de junio de 2008 en la ida de ronda preliminar frente a Granada, jugando por 70 minutos en la igualada a dos tantos. Para la vuelta en el Estadio Ricardo Saprissa, Bryan colaboró con el segundo gol en el triunfo por 3-0, partido que significó el último para el estratega Hernán Medford.
Con la llegada del director técnico Rodrigo Kenton al banquillo costarricense, Ruiz obtuvo regularidad durante la fase de grupos de la eliminatoria, en la que convirtió tres tantos sobre Surinam y Haití en dos oportunidades. El 14 de octubre de 2009, Bryan marcó un doblete sobre Estados Unidos en la última jornada de la hexagonal, pero el resultado acabó empatado 2-2 en el último minuto. Con esto, su selección dirigida por René Simões debió disputar una repesca contra el quinto de la eliminatoria de Conmebol. El jugador enfrentó la serie contra Uruguay siendo titular en los dos partidos, donde su país se quedó sin la oportunidad mundialista tras la derrota por 2-1 en el global.
Ahora con Ricardo La Volpe en el puesto de estratega, el 20 de mayo de 2011 convocó a Ruiz para la realización de la Copa de Oro de la Concacaf, la cual tuvo lugar en Estados Unidos y llegando hasta la instancia de cuartos de final, perdiéndola en penales frente a Honduras.
Disputó su primer juego de la eliminatoria mundialista de Concacaf el 12 de octubre de 2012, en el Estadio Cuscatlán frente a El Salvador. Ruiz fue elegido por Jorge Luis Pinto como el nuevo capitán y heredó la dorsal «10» tras el retiro de Walter Centeno. En el partido apareció en la alineación titular, puso la asistencia a José Miguel Cubero para único gol del triunfo y salió lesionado en el entretiempo. Durante el 2013 jugó todos los compromisos de la hexagonal, anotando tres goles. El 10 de septiembre consiguió la clasificación al Mundial 2014 a falta de dos fechas para la conclusión de la eliminatoria.
El 12 de mayo de 2014, el entrenador de la selección costarricense, Jorge Luis Pinto, incluyó a Ruiz en la convocatoria preliminar con miras a la Copa Mundial de Brasil. Finalmente, fue confirmado en la nómina definitiva de veintitrés jugadores el 30 de mayo. El 14 de junio fue la primera fecha del certamen máximo, en la que su grupo enfrentó a Uruguay en el Estadio Castelão de Fortaleza. Bryan fue titular con la dorsal «10», salió de cambio por Marco Ureña y pese a tener el marcador en contra, su nación logró revertir la situación y ganar con cifras de 1-3. El 20 de junio, en la Arena Pernambuco contra Italia, el volante anotó de cabeza el único gol de la victoria ajustada 0-1. De esta manera, los costarricenses clasificaron a la siguiente ronda que no lo hacían desde 1990. Para el compromiso de cuatro días después ante Inglaterra en el Estadio Mineirão, Ruiz completó la totalidad de los minutos y el resultado se consumió empatado sin goles. El 29 de junio, por los octavos de final, Bryan anotó el gol de la ventaja transitoria sobre Grecia, al minuto 52'. Sin embargo, el rival empataría en el epílogo del tiempo, por lo que se la serie se llevó a los penales para decidir al clasificado. Su conjunto triunfó mediante las cifras de 5-3. Su participación concluyó el 5 de julio en la pérdida en penales contra Países Bajos, tras haber igualado 0-0 en el tiempo regular donde Ruiz erró su lanzamiento.

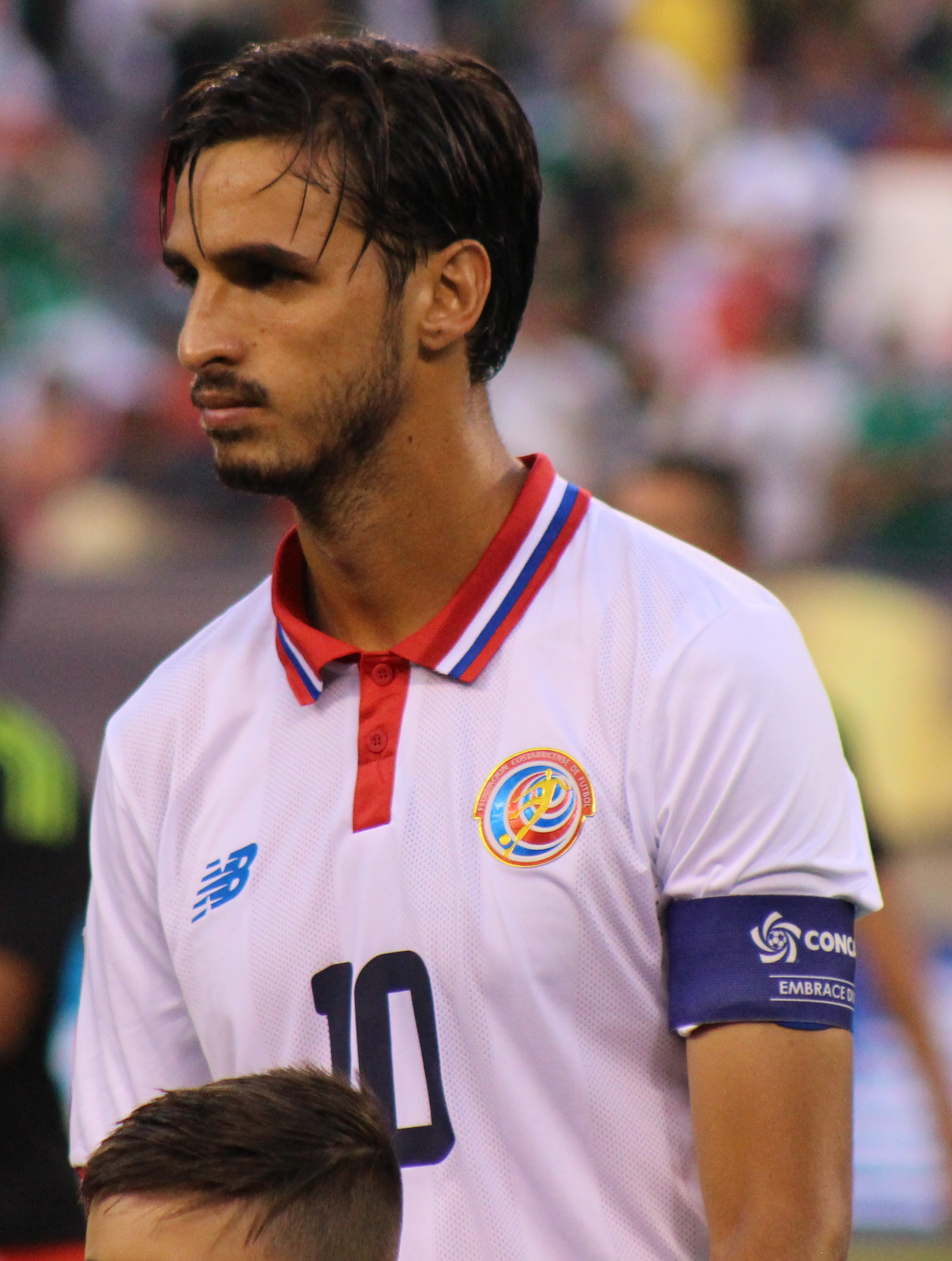
Ruiz previo al duelo de cuartos de final de Copa Oro 2015.

El 8 de septiembre de 2014, Ruiz obtuvo permiso del Fulham para integrarse a la selección que disputaba la Copa Centroamericana en Estados Unidos. El jugador fue titular el 13 de septiembre por la final contra Guatemala, donde anotó un gol de tiro libre y dio una asistencia en el tanto de Juan Bustos que definieron el triunfo por 1-2. Bryan recibió la distinción como mejor jugador de esta serie.
El 23 de junio de 2015, el jugador entró en la lista final de Paulo Wanchope para enfrentar la Copa de Oro de la Concacaf. Participó en los tres encuentros de la fase de grupos que terminaron empatados contra Jamaica (2-2), El Salvador (1-1) y Canadá (0-0), donde anotó un gol sobre los salvadoreños. El 19 de julio su conjunto termina eliminado por México en cuartos de final, mediante un penal controversial en el último minuto.
Disputó el primer partido de la eliminatoria mundialista de Concacaf el 13 de noviembre de 2015, en la victoria 1-0 de local contra Haití. Marcó un gol en la fecha siguiente de cuatro días después, sobre Panamá para el triunfo de 1-2.
El 2 de mayo de 2016, el entrenador Óscar Ramírez dio la lista preliminar de cuarenta futbolistas que fueron considerados para afrontar la Copa América Centenario, donde Bryan apareció en la nómina. El 16 de mayo se confirmó la convocatoria definitiva que viajó a Estados Unidos en la cual Ruiz quedó dentro de los seleccionados. El 4 de junio dio inicio la competencia en el Estadio Citrus Bowl de Orlando, Florida contra Paraguay. El futbolista tuvo su rol en la titularidad como extremo izquierdo, participó 78 minutos y el empate sin goles permaneció hasta el final del encuentro. Tres días después, su país tuvo la peor derrota en el Soldier Field de Chicago; el cotejo se realizó contra Estados Unidos y los errores en la zona defensiva pesaron para que el marcador terminara 4-0. El 11 de junio se desarrolló el último juego de la fase de grupos, en el que su selección hizo frente a Colombia en el Estadio NRG de Houston y ganó por 2-3.
El centrocampista fue incluido, el 16 de junio de 2017, en la lista oficial del director técnico Ramírez para la realización de la Copa de Oro de la Concacaf que tuvo lugar en Estados Unidos. El 7 de julio se disputó el primer encuentro del certamen en el Red Bull Arena de Nueva Jersey, lugar donde se efectuó el clásico centroamericano contra Honduras. Ruiz alcanzó la totalidad de los minutos en el triunfo por 0-1. Cuatro días posteriores se dio el segundo cotejo ante Canadá en el BBVA Compass Stadium, escenario en el cual prevaleció la igualdad a un tanto. El 12 de julio aportó una asistencia en el gol de David Ramírez sobre Guayana Francesa, que concluyó la victoria por 3-0. Su selección abrió la jornada de los cuartos de final el 19 de julio en el Lincoln Financial Field de Philadelphia, Pensilvania, contra Panamá. Un testarazo del rival Aníbal Godoy mediante un centro de David Guzmán, al minuto 76', provocó la anotación en propia puerta de los panameños, lo que favoreció a su combinado en la clasificación a la otra instancia por el marcador de 1-0. La participación de su escuadra concluyó el 22 de julio en el AT&T Stadium, con la única pérdida en semifinales de 0-2 ante Estados Unidos.
El 7 de octubre de 2017, en el partido frente a Honduras en el Estadio Nacional por la eliminatoria, Ruiz puso un centro desde la banda derecha a la cabeza de Kendall Waston, quien logró el empate 1-1 al minuto 94' y que significó la clasificación directa de su selección al Mundial de Rusia 2018.

El jugador como capitán de su selección en el Mundial 2018.

El 14 de mayo de 2018, se anunció en conferencia de prensa del entrenador Óscar Ramírez, el llamado de los veintitrés futbolistas que harían frente al Mundial de Rusia, lista en la cual Ruiz quedó dentro del selecto grupo. Bryan debutó en la máxima competencia de selecciones el 17 de junio —siendo la segunda participación del jugador en este tipo de torneos— contra el equipo de Serbia en el Cosmos Arena de Samara. Se desempeñó como el extremo por el costado derecho con la dorsal «10» y el marcador se dio en derrota ajustada por 0-1. El 22 de junio completó la totalidad de los minutos en el duelo frente a Brasil, cotejo que finalizó con una nueva pérdida siendo con cifras de 2-0. Su país se quedaría sin posibilidades de avanzar a la siguiente ronda de manera prematura. El 27 de junio, ya en el partido de trámite enfrentando a Suiza en el Estadio de Nizhni Nóvgorod, el marcador reflejó la igualdad a dos anotaciones para despedirse del certamen. Ruiz cobró un penal al minuto 93' que rebotó en el poste y dio en el cuerpo del arquero Yann Sommer, quien terminó introduciendo el balón en su portería.
El 5 de junio de 2019, entró en la nómina oficial de Gustavo Matosas para disputar la Copa de Oro de la Concacaf. Hizo su debut en la competición el 16 de junio contra Nicaragua en el Estadio Nacional, juego que terminó en victoria por 4-0 y donde Ruiz puso una asistencia a Allan Cruz. Luego participó en el triunfo 2-1 sobre Bermudas y en la derrota 2-1 frente a Haití. Su país se quedó en el camino al perder en penales por México en cuartos de final. Bryan fue el autor del empate al minuto 52'.
El 28 de agosto de 2019 entró en la lista de Matosas para jugar un fogueo. El 6 de septiembre disputó su último partido celebrado en el Estadio Nacional contra Uruguay, en medio de la controversial salida de Matosas y la asignación de Douglas Sequeira como interino. Ruiz participó 77 minutos, salió de cambio por Francisco Rodríguez y el marcador finalizó en pérdida por 1-2.
El 18 de marzo de 2021, Ruiz es convocado de vuelta a la selección, esta vez dirigida por Ronald González. Para esta fecha FIFA de amistosos, Bryan fue titular en los dos partidos ante Bosnia y Herzegovina (0-0) y México (derrota 1-0).
El 3 de junio de 2021, para la etapa final de la Liga de Naciones de la Concacaf, su selección empató el duelo de semifinal contra México (0-0) en el Empower Field en Denver, por lo que la serie se llevó a los penales donde su conjunto no pudo avanzar. Tres días después tampoco superó el compromiso por el tercer lugar frente a Honduras (2-2), cayendo por la misma vía de los penales. Bryan tuvo participación en los dos juegos como titular pero salió de cambio.
El 25 de junio de 2021, el director técnico Luis Fernando Suárez definió la lista preliminar con miras hacia la Copa de Oro de la Concacaf, en la que se destaca la convocatoria de Bryan. Fue ratificado en la lista definitiva del 1 de julio. Debutó el 12 de julio en el Exploria Stadium de Orlando contra Guadalupe, siendo titular por 63 minutos del triunfo de 3-1. El 16 de julio permaneció en la suplencia frente a Surinam (2-1). Cuatro días después marcó de cabeza el gol de la victoria 1-0 sobre Jamaica, que permitió asegurar el liderato del grupo a su selección. El 25 de julio se presentó la eliminación de su país en cuartos de final por 0-2 frente a Canadá.
El 26 de agosto de 2021, Ruiz fue llamado por Suárez para iniciar la eliminatoria de Concacaf hacia la Copa del Mundo. Debutó el 2 de septiembre con el empate sin goles de visita en el Estadio Rommel Fernández contra Panamá, al sustituir a Celso Borges al minuto 74'.
El 13 de mayo de 2022, fue convocado a la lista de Suárez para la preparación de cara a la Liga de Naciones de la Concacaf.
El 14 de junio de 2022, entró de cambio a partir del segundo tiempo en el partido donde su combinado selló la clasificación a la Copa Mundial tras vencer 1-0 a Nueva Zelanda, por la repesca intercontinental celebrada en el país anfitrión Catar.
El 24 de agosto de 2022, Bryan sería el primer y el único convocado por el técnico Luis Fernando Suárez para la cita mundialista en Catar.
El 3 de noviembre de 2022, el técnico Luis Fernando Suárez, realizó la conferencia de prensa de los 26 jugadores que viajarían a Catar para el evento de la Copa Mundial de Fútbol de 2022, Ruiz fue parte de los nombres de la nómina.
El 9 de noviembre de 2022 tuvo un partido de despedida antes de viajar a Kuwait, donde estarían entrenando como campamento base previo a la Copa Mundial de 2022, Costa Rica se enfrentó ante Nigeria, Ruiz tuvo participación durante 67 minutos, siendo este su último partido con la tricolor en suelo costarricense en el Estadio Nacional, en la victoria 2-0.
El 23 de noviembre de 2022 debutó en la Copa Mundial de 2022 contra la selección de España, ingresó al minuto 61 en la derrota 7-0. Ruiz se mantuvo en la banca de suplencia en los partidos contra Japón y Alemania, Costa Rica selló su participación quedando en la cuarta posición del grupo, con tres puntos de la Copa Mundial de 2022. Fue la última participación de Bryan Ruiz vistiendo la camiseta de la tricolor, ha contabilizado un total de 147 partidos, 29 anotaciones y 25 asistencias con el combinado patrio, vistiendo los colores de la selección durante 17 años, finalizando de esta manera su carrera profesional como futbolista.

#### Participaciones internacionales
| Evento                                  | Sede                                  | Resultado        | Posición | Partidos | Goles |
| --------------------------------------- | ------------------------------------- | ---------------- | -------- | -------- | ----- |
| Copa de Oro de la Concacaf 2005         | Estados Unidos                        | Cuartos de final | 5/12     | 4        | 1     |
| Copa de Oro de la Concacaf 2011         | Estados Unidos                        | Cuartos de final | 6/12     | 3        | 0     |
| Copa Centroamericana 2014               | Estados Unidos                        | Campeón          | 1/7      | 1        | 1     |
| Copa de Oro de la Concacaf 2015         | Estados Unidos · Canadá               | Cuartos de final | 7/12     | 4        | 1     |
| Copa América Centenario                 | Estados Unidos                        | Fase de grupos   | 10/16    | 3        | 0     |
| Copa de Oro de la Concacaf 2017         | Estados Unidos                        | Semifinales      | 4/12     | 5        | 0     |
| Copa de Oro de la Concacaf 2019         | Estados Unidos · Costa Rica · Jamaica | Cuartos de final | 5/16     | 4        | 1     |
| Liga de Naciones de la Concacaf 2019-20 | Concacaf                              | Cuarto lugar     | 4/12     | 2        | 0     |
| Copa de Oro de la Concacaf 2021         | Estados Unidos                        | Cuartos de final | 5/16     | 3        | 1     |

#### Participaciones en eliminatorias
| Eliminatoria               | Sede      | Resultado   | Posición | Partidos | Goles |
| -------------------------- | --------- | ----------- | -------- | -------- | ----- |
| Clasificación Mundial 2010 | Sudáfrica | Eliminado   | 4.ª      | 15       | 6     |
| Clasificación Mundial 2014 | Brasil    | Clasificado | 2.ª      | 11       | 3     |
| Clasificación Mundial 2018 | Rusia     | Clasificado | 2.ª      | 15       | 3     |
| Clasificación Mundial 2022 | Catar     | Clasificado | 4.ª      | 12       | 2     |

#### Participaciones en Copas del Mundo
| Mundial              | Sede   | Resultado        | Partidos | Goles |
| -------------------- | ------ | ---------------- | -------- | ----- |
| Copa Mundial de 2014 | Brasil | Cuartos de final | 5        | 2     |
| Copa Mundial de 2018 | Rusia  | Fase de grupos   | 3        | 0     |
| Copa Mundial de 2022 | Catar  | Fase de grupos   | 1        | 0     |

## Estadísticas como jugador

### Clubes
- Actualizado a fin de su carrera deportiva

| Club                                   | Div.          | Temporada     | Liga  | Liga  | Liga   | Copas nacionales | Copas nacionales | Copas nacionales | Copas internacionales | Copas internacionales | Copas internacionales | Total | Total | Total  |
| Club                                   | Div.          | Temporada     | Part. | Goles | Asist. | Part.            | Goles            | Asist.           | Part.                 | Goles                 | Asist.                | Part. | Goles | Asist. |
| -------------------------------------- | ------------- | ------------- | ----- | ----- | ------ | ---------------- | ---------------- | ---------------- | --------------------- | --------------------- | --------------------- | ----- | ----- | ------ |
| L. D. Alajuelense · Costa Rica         |               |               |       |       |        |                  |                  |                  |                       |                       |                       |       |       |        |
| 1.ª                                    | 2003-04       | 19            | 4     | 1     | —      | —                | —                | 5                | 3                     | 0                     | 24                    | 7     | 1     |        |
| 1.ª                                    | 2004-05       | 30            | 12    | 12    | —      | —                | —                | —                | —                     | —                     | 30                    | 12    | 12    |        |
| 1.ª                                    | 2005-06       | 35            | 8     | 0     | —      | —                | —                | 8                | 1                     | 1                     | 43                    | 9     | 1     |        |
| Total club                             | Total club    | 84            | 24    | 13    | 0      | 0                | 0                | 13               | 4                     | 1                     | 97                    | 28    | 14    |        |
| K. A. A. Gante · Bélgica               |               |               |       |       |        |                  |                  |                  |                       |                       |                       |       |       |        |
| 1.ª                                    | 2006-07       | 16            | 2     | 0     | 2      | 0                | 0                | 1                | 0                     | 0                     | 19                    | 3     | 0     |        |
| 1.ª                                    | 2007-08       | 31            | 11    | 6     | 7      | 3                | 3                | 1                | 0                     | 0                     | 39                    | 14    | 9     |        |
| 1.ª                                    | 2008-09       | 32            | 12    | 13    | 4      | 2                | 0                | 2                | 0                     | 0                     | 38                    | 14    | 13    |        |
| Total club                             | Total club    | 79            | 26    | 19    | 13     | 5                | 3                | 4                | 0                     | 0                     | 96                    | 31    | 22    |        |
| F. C. Twente · Países Bajos            |               |               |       |       |        |                  |                  |                  |                       |                       |                       |       |       |        |
| 1.ª                                    | 2009-10       | 34            | 24    | 9     | 3      | 3                | 1                | 12               | 2                     | 1                     | 49                    | 29    | 11    |        |
| 1.ª                                    | 2010-11       | 27            | 9     | 9     | 4      | 1                | 0                | 9                | 0                     | 2                     | 40                    | 10    | 11    |        |
| 1.ª                                    | 2011-12       | 4             | 2     | 2     | 1      | 1                | 0                | 3                | 2                     | 0                     | 8                     | 5     | 2     |        |
| Total club                             | Total club    | 65            | 35    | 20    | 8      | 5                | 1                | 24               | 4                     | 3                     | 97                    | 44    | 24    |        |
| Fulham F. C. Inglaterra                |               |               |       |       |        |                  |                  |                  |                       |                       |                       |       |       |        |
| 1.ª                                    | 2011-12       | 27            | 2     | 4     | 3      | 0                | 3                | —                | —                     | —                     | 30                    | 2     | 7     |        |
| 1.ª                                    | 2012-13       | 29            | 5     | 9     | 2      | 0                | 0                | —                | —                     | —                     | 31                    | 5     | 9     |        |
| 1.ª                                    | 2013-14       | 12            | 1     | 3     | 2      | 0                | 1                | —                | —                     | —                     | 14                    | 1     | 3     |        |
| Total club                             | Total club    | 68            | 8     | 16    | 7      | 0                | 4                | 0                | 0                     | 0                     | 75                    | 8     | 20    |        |
| PSV Eindhoven · Países Bajos           |               |               |       |       |        |                  |                  |                  |                       |                       |                       |       |       |        |
| 1.ª                                    | 2014-15       | 14            | 5     | 3     | —      | —                | —                | —                | —                     | —                     | 14                    | 5     | 3     |        |
| Total club                             | Total club    | 14            | 5     | 3     | 0      | 0                | 0                | 0                | 0                     | 0                     | 14                    | 5     | 3     |        |
| Fulham F. C. Inglaterra                |               |               |       |       |        |                  |                  |                  |                       |                       |                       |       |       |        |
| 2.ª                                    | 2014-15       | 29            | 4     | 3     | 3      | 1                | 1                | —                | —                     | —                     | 32                    | 5     | 4     |        |
| Total club                             | Total club    | 29            | 4     | 3     | 3      | 1                | 1                | 0                | 0                     | 0                     | 32                    | 5     | 4     |        |
| Sporting de Lisboa Portugal            |               |               |       |       |        |                  |                  |                  |                       |                       |                       |       |       |        |
| 1.ª                                    | 2015-16       | 34            | 8     | 13    | 4      | 2                | 0                | 8                | 3                     | 2                     | 46                    | 13    | 15    |        |
| 1.ª                                    | 2016-17       | 32            | 2     | 7     | 4      | 0                | 0                | 6                | 1                     | 1                     | 42                    | 3     | 8     |        |
| 1.ª                                    | 2017-18       | 20            | 2     | 1     | 7      | 0                | 1                | 6                | 0                     | 1                     | 33                    | 2     | 3     |        |
| Total club                             | Total club    | 86            | 12    | 21    | 15     | 2                | 1                | 20               | 4                     | 4                     | 121                   | 18    | 26    |        |
| Santos F. C. · Brasil                  |               |               |       |       |        |                  |                  |                  |                       |                       |                       |       |       |        |
| 1.ª                                    | 2018-19       | 12            | 0     | 2     | —      | —                | —                | 2                | 0                     | 0                     | 14                    | 0     | 2     |        |
| Total club                             | Total club    | 12            | 0     | 2     | 0      | 0                | 0                | 2                | 0                     | 0                     | 14                    | 0     | 2     |        |
| L. D. Alajuelense · Costa Rica         |               |               |       |       |        |                  |                  |                  |                       |                       |                       |       |       |        |
| 1.ª                                    | 2020-21       | 40            | 7     | 4     | —      | —                | —                | 5                | 1                     | 1                     | 45                    | 8     | 5     |        |
| 1.ª                                    | 2021-22       | 42            | 2     | 3     | 1      | 0                | 0                | 2                | 0                     | 0                     | 45                    | 2     | 3     |        |
| 1.ª                                    | 2022-23       | 13            | 2     | 1     | —      | —                | —                | 5                | 0                     | 1                     | 18                    | 2     | 2     |        |
| Total club                             | Total club    | 95            | 11    | 8     | 1      | 0                | 0                | 12               | 1                     | 2                     | 108                   | 12    | 10    |        |
| Total carrera                          | Total carrera | Total carrera | 532   | 125   | 105    | 47               | 13               | 10               | 75                    | 13                    | 10                    | 654   | 156   | 125    |
| 1. 2. Fuente:Transfermarkt / Soccerway |               |               |       |       |        |                  |                  |                  |                       |                       |                       |       |       |        |

### Selección de Costa Rica
- Actualizado a fin de su carrera deportiva.

| Selección                                                    | Año | Eliminatorias | Eliminatorias | Eliminatorias | Continental | Continental | Continental | Mundial | Mundial | Mundial | Amistosos | Amistosos | Amistosos | Total | Total | Total  |
| Selección                                                    | Año | Part.         | Goles         | Asist.        | Part.       | Goles       | Asist.      | Part.   | Goles   | Asist.  | Part.     | Goles     | Asist.    | Part. | Goles | Asist. |
| ------------------------------------------------------------ | --- | ------------- | ------------- | ------------- | ----------- | ----------- | ----------- | ------- | ------- | ------- | --------- | --------- | --------- | ----- | ----- | ------ |
| Absoluta · Costa Rica                                        |     |               |               |               |             |             |             |         |         |         |           |           |           |       |       |        |
| 2005                                                         | —   | —             | —             | 4             | 1           | 0           | —           | —       | —       | 3       | 0         | 1         | 7         | 1     | 1     |        |
| 2006                                                         | —   | —             | —             | —             | —           | —           | —           | —       | —       | 2       | 0         | 1         | 2         | 0     | 1     |        |
| 2007                                                         | —   | —             | —             | —             | —           | —           | —           | —       | —       | 6       | 2         | 1         | 6         | 2     | 1     |        |
| 2008                                                         | 7   | 4             | 2             | —             | —           | —           | —           | —       | —       | 1       | 0         | 0         | 8         | 4     | 2     |        |
| 2009                                                         | 10  | 2             | 0             | —             | —           | —           | —           | —       | —       | —       | —         | —         | 10        | 2     | 0     |        |
| 2010                                                         | —   | —             | —             | —             | —           | —           | —           | —       | —       | 6       | 0         | 1         | 6         | 0     | 1     |        |
| 2011                                                         | —   | —             | —             | 3             | 0           | 1           | —           | —       | —       | 4       | 0         | 1         | 7         | 0     | 2     |        |
| 2012                                                         | 1   | 0             | 1             | —             | —           | —           | —           | —       | —       | 2       | 0         | 1         | 3         | 0     | 2     |        |
| 2013                                                         | 10  | 3             | 2             | —             | —           | —           | —           | —       | —       | 1       | 0         | 0         | 11        | 3     | 2     |        |
| 2014                                                         | —   | —             | —             | 1             | 1           | 1           | 5           | 2       | 0       | 6       | 2         | 5         | 12        | 5     | 6     |        |
| 2015                                                         | 2   | 1             | 0             | 4             | 1           | 0           | —           | —       | —       | 7       | 1         | 0         | 13        | 3     | 0     |        |
| 2016                                                         | 5   | 1             | 1             | 3             | 0           | 0           | —           | —       | —       | 2       | 1         | 1         | 10        | 2     | 2     |        |
| 2017                                                         | 8   | 1             | 3             | 5             | 0           | 1           | —           | —       | —       | —       | —         | —         | 13        | 1     | 4     |        |
| 2018                                                         | —   | —             | —             | —             | —           | —           | 3           | 0       | 0       | 7       | 2         | 0         | 10        | 2     | 0     |        |
| 2019                                                         | —   | —             | —             | 4             | 1           | 1           | —           | —       | —       | 3       | 0         | 0         | 7         | 1     | 1     |        |
| 2021                                                         | 6   | 1             | 0             | 5             | 1           | 0           | —           | —       | —       | 2       | 0         | 0         | 13        | 2     | 0     |        |
| 2022                                                         | 6   | 1             | 0             | —             | —           | —           | 1           | 0       | 0       | 2       | 0         | 0         | 9         | 1     | 0     |        |
| Total                                                        | 55  | 14            | 9             | 29            | 5           | 4           | 9           | 2       | 0       | 54      | 8         | 12        | 147       | 29    | 25    |        |
| 1. 2. Fuente:Transfermarkt / RSSSF / National Football Teams |     |               |               |               |             |             |             |         |         |         |           |           |           |       |       |        |

### Goles internacionales
| Núm. | Fecha                    | Lugar                                                       | Rival             | Gol | Resultado | Competición                  |
| ---- | ------------------------ | ----------------------------------------------------------- | ----------------- | --- | --------- | ---------------------------- |
| 1.   | 16 de julio de 2005      | Gillette Stadium, Massachusetts, Estados Unidos             | Honduras          | 3-2 | 3-2       | Copa de Oro 2005             |
| 2.   | 24 de marzo de 2007      | Estadio Ricardo Saprissa, San José, Costa Rica              | Nueva Zelanda     | 4-0 | 4-0       | Partido amistoso             |
| 3.   | 2 de junio de 2007       | Estadio Ricardo Saprissa, San José, Costa Rica              | Chile             | 2-0 | 2-0       | Partido amistoso             |
| 4.   | 21 de junio de 2008      | Estadio Ricardo Saprissa, San José, Costa Rica              | Granada           | 2-0 | 3-0       | Eliminatoria al Mundial 2010 |
| 5.   | 6 de septiembre de 2008  | Estadio Ricardo Saprissa, San José, Costa Rica              | Surinam           | 7-0 | 7-0       | Eliminatoria al Mundial 2010 |
| 6.   | 10 de septiembre de 2008 | Estadio Sylvio Cator, Puerto Príncipe, Haití                | Haití             | 0-1 | 1-3       | Eliminatoria al Mundial 2010 |
| 7.   | 10 de septiembre de 2008 | Estadio Sylvio Cator, Puerto Príncipe, Haití                | Haití             | 0-3 | 1-3       | Eliminatoria al Mundial 2010 |
| 8.   | 14 de octubre de 2009    | R. F. K. Memorial Stadium, Washington D. C., Estados Unidos | Estados Unidos    | 0-1 | 2-2       | Eliminatoria al Mundial 2010 |
| 9.   | 14 de octubre de 2009    | R. F. K. Memorial Stadium, Washington D. C., Estados Unidos | Estados Unidos    | 0-2 | 2-2       | Eliminatoria al Mundial 2010 |
| 10.  | 6 de febrero de 2013     | Estadio Rommel Fernández, Panamá, Panamá                    | Panamá            | 2-2 | 2-2       | Eliminatoria al Mundial 2014 |
| 11.  | 18 de junio de 2013      | Estadio Nacional, San José, Costa Rica                      | Panamá            | 1-0 | 2-0       | Eliminatoria al Mundial 2014 |
| 12.  | 15 de octubre de 2013    | Estadio Nacional, San José, Costa Rica                      | México            | 1-0 | 2-1       | Eliminatoria al Mundial 2014 |
| 13.  | 2 de junio de 2014       | L. A. Memorial Coliseum, Los Ángeles, Estados Unidos        | Japón             | 0-1 | 3-1       | Partido amistoso             |
| 14.  | 20 de junio de 2014      | Arena Pernambuco, Recife, Brasil                            | Italia            | 0-1 | 0-1       | Mundial 2014                 |
| 15.  | 29 de junio de 2014      | Arena Pernambuco, Recife, Brasil                            | Grecia            | 0-1 | 1-1       | Mundial 2014                 |
| 16.  | 13 de septiembre de 2014 | L. A. Memorial Coliseum, Los Ángeles, Estados Unidos        | Guatemala         | 1-1 | 1-2       | Copa Centroamericana 2014    |
| 17.  | 13 de noviembre de 2014  | Estadio Centenario, Montevideo, Uruguay                     | Uruguay           | 1-2 | 3-3       | Partido amistoso             |
| 18.  | 11 de julio de 2015      | BBVA Compass Stadium, Texas, Estados Unidos                 | Estados Unidos    | 1-0 | 1-1       | Copa de Oro 2015             |
| 19.  | 8 de septiembre de 2015  | Estadio Nacional, San José, Costa Rica                      | Uruguay           | 1-0 | 1-0       | Partido amistoso             |
| 20.  | 17 de noviembre de 2015  | Estadio Rommel Fernández, Panamá, Panamá                    | Panamá            | 0-1 | 1-2       | Eliminatoria al Mundial 2018 |
| 21.  | 29 de marzo de 2016      | Estadio Nacional, San José, Costa Rica                      | Jamaica           | 2-0 | 3-0       | Eliminatoria al Mundial 2018 |
| 22.  | 9 de octubre de 2016     | Krasnodar Stadium, Krasnodar, Rusia                         | Rusia             | 0-2 | 3-4       | Partido amistoso             |
| 23.  | 13 de junio de 2017      | Estadio Nacional, San José, Costa Rica                      | Trinidad y Tobago | 2-1 | 2-1       | Eliminatoria al Mundial 2018 |
| 24.  | 11 de junio de 2018      | Estadio Rey Balduino, Bruselas, Bélgica                     | Bélgica           | 0-1 | 4-1       | Partido amistoso             |
| 25.  | 11 de octubre de 2018    | Estadio Universitario, Nuevo León, México                   | México            | 1-2 | 3-2       | Partido amistoso             |
| 26.  | 29 de junio de 2019      | NRG Stadium, Texas, Estados Unidos                          | México            | 1-1 | 1-1       | Copa de Oro 2019             |
| 27.  | 20 de julio de 2021      | Exploria Stadium, Florida, Estados Unidos                   | Jamaica           | 1-0 | 1-0       | Copa de Oro 2021             |
| 28.  | 10 de octubre de 2021    | Estadio Nacional, San José, Costa Rica                      | El Salvador       | 1-1 | 2-1       | Eliminatoria al Mundial 2022 |
| 29.  | 27 de enero de 2022      | Estadio Nacional, San José, Costa Rica                      | Panamá            | 1-0 | 1-0       | Eliminatoria al Mundial 2022 |

## Estadísticas como entrenador

### Como segundo entrenador
| Club              | País       | Año       |
| ----------------- | ---------- | --------- |
| L. D. Alajuelense | Costa Rica | 2024-2025 |

### Como entrenador
Actualizado al último partido dirigido el 23 de febrero de 2025.
| Equipo                         | Div.                | Temporada           | Liga  | Liga | Liga | Liga | Liga |       | Copa | Copa | Copa | Copa  |   | Internacional | Internacional | Internacional | Internacional | Internacional |   | Otros | Otros | Otros | Otros |   | Totales     | Totales | Totales | Totales | Totales | Totales | Totales | Totales |
| Equipo                         | Div.                | Temporada           | Part. | G    | E    | P    | Pos. | Part. | G    | E    | P    | Part. | G | E             | P             | Pos.          | Part.         | G             | E | P     | Part. | G     | E     | P | Rendimiento | GF      | GC      | Dif.    |         |         |         |         |
| ------------------------------ | ------------------- | ------------------- | ----- | ---- | ---- | ---- | ---- | ----- | ---- | ---- | ---- | ----- | - | ------------- | ------------- | ------------- | ------------- | ------------- | - | ----- | ----- | ----- | ----- | - | ----------- | ------- | ------- | ------- | ------- | ------- | ------- | ------- |
| L. D. Alajuelense · Costa Rica | 1.ª                 | 2024-25             | 2     | 1    | 1    | 0    | Inc. | -     | -    | -    | -    | -     | - | -             | -             | -             | 0             | 0             | 0 | 0     | 2     | 1     | 1     | 0 | 66.67%      | 1       | 0       | 1       |         |         |         |         |
| L. D. Alajuelense · Costa Rica | Total               | Total               | 2     | 1    | 1    | 0    | -    | -     | -    | -    | -    | -     | - | -             | -             | -             | 0             | 0             | 0 | 0     | 2     | 1     | 1     | 0 | 66.67%      | 1       | 0       | 1       |         |         |         |         |
| Total en su carrera            | Total en su carrera | Total en su carrera | 2     | 1    | 1    | 0    | -    | 0     | 0    | 0    | 0    | 0     | 0 | 0             | 0             | -             | 0             | 0             | 0 | 0     | 2     | 1     | 1     | 0 | 66.67%      | 1       | 0       | 1       |         |         |         |         |
| Fuente: Transfermarkt          |                     |                     |       |      |      |      |      |       |      |      |      |       |   |               |               |               |               |               |   |       |       |       |       |   |             |         |         |         |         |         |         |         |

## Palmarés

### Como jugador

#### Títulos nacionales
| Título                         | Club               | País         | Año  |
| ------------------------------ | ------------------ | ------------ | ---- |
| Primera División de Costa Rica | L. D. Alajuelense  | Costa Rica   | 2005 |
| Eredivisie                     | F. C. Twente       | Países Bajos | 2010 |
| Supercopa de los Países Bajos  | F. C. Twente       | Países Bajos | 2010 |
| Copa de los Países Bajos       | F. C. Twente       | Países Bajos | 2011 |
| Supercopa de los Países Bajos  | F. C. Twente       | Países Bajos | 2011 |
| Supercopa de Portugal          | Sporting de Lisboa | Portugal     | 2015 |
| Copa de la Liga de Portugal    | Sporting de Lisboa | Portugal     | 2018 |
| Primera División de Costa Rica | L. D. Alajuelense  | Costa Rica   | 2020 |

#### Títulos internacionales
| Título                           | Equipo                  | Sede           | Año  |
| -------------------------------- | ----------------------- | -------------- | ---- |
| Copa de Campeones de la Concacaf | L. D. Alajuelense       | Alajuela       | 2004 |
| Copa Interclubes de la Uncaf     | L. D. Alajuelense       | Alajuela       | 2005 |
| Copa Centroamericana             | Selección de Costa Rica | Estados Unidos | 2014 |
| Liga Concacaf                    | L. D. Alajuelense       | Alajuela       | 2020 |

### Como segundo entrenador

#### Títulos nacionales
| Título                       | Club              | País       | Año  |
| ---------------------------- | ----------------- | ---------- | ---- |
| Recopa de Costa Rica         | L. D. Alajuelense | Costa Rica | 2024 |
| Torneo de Copa de Costa Rica | L. D. Alajuelense | Costa Rica | 2025 |

#### Títulos internacionales
| Título                           | Equipo            | Sede     | Año  |
| -------------------------------- | ----------------- | -------- | ---- |
| Copa Centroamericana de Concacaf | L. D. Alajuelense | Alajuela | 2024 |

### Distinciones individuales
| Distinción                                                            | Año  |
| --------------------------------------------------------------------- | ---- |
| Mejor jugador de la temporada 2007-08 del Gent                        | 2008 |
| Mejor jugador de la temporada 2008-09 del Gent                        | 2009 |
| Once ideal de la Eredivisie 2009-10 según Voetbal International       | 2010 |
| Mejor jugador de la Eredivisie 2009-10 según Gillette                 | 2010 |
|                                                                       |      |
| Jugador del partido de la final de Copa Centroamericana 2014          | 2014 |
| Segundo mejor jugador de Concacaf del año 2014                        | 2014 |
| Mejor gol de Concacaf del año 2014                                    | 2014 |
| Segundo mejor jugador de Concacaf del año 2015                        | 2016 |
| Once ideal de Concacaf del año 2015                                   | 2016 |
| Mejor jugador de Concacaf del año 2016                                | 2017 |
| Once ideal de Concacaf del año 2016                                   | 2017 |
| Once ideal de Concacaf del año 2017                                   | 2017 |
| Once ideal de la década de Concacaf según IFFHS                       | 2021 |
| Once ideal histórico de Costa Rica según la IFFHS                     | 2021 |
| Once ideal de la jornada de la Eliminatoria al Mundial Jornadas 5, 9. | 2022 |

## Condecoraciones
| Distinción                               | Año  |
| ---------------------------------------- | ---- |
| Hijo predilecto del cantón de Alajuelita | 2010 |

## Vida privada
Es hermano del futbolista Yendrick Ruiz, y su hijo futbolista Mathias Ruiz.
En el 2023, Bryan participó como comentarista deportivo en la cadena de TUDN. El 8 de septiembre del mismo año, participó en un partido de despedida de Wout Brama. El 5 de diciembre, fue invitado a participar en un "partido de leyendas" de parte de la Conmebol, en la cual fueron invitados demás jugadores históricos.